# Papansaari (ö i Birkaland)
Papansaari är en ö i Finland. Den ligger i sjön Längelmävesi och i kommunen Orivesi i den ekonomiska regionen Tammerfors och landskapet Birkaland, i den södra delen av landet, 160 km norr om huvudstaden Helsingfors. Öns area är 9,5 hektar och dess största längd är 0,7 kilometer i sydöst-nordvästlig riktning.